# Emmersweiler
Emmersweiler est un Ortsteil de la commune allemande de Großrosseln en Sarre, en bordure de la frontière franco-allemande.

## Géographie
Emmersweiler est limitrophe des communes de  Grossrosseln (Grande-Rosselle) en Allemagne et de Petite-Rosselle en France.
Elle possède d'ailleurs une frontière avec la ville de Forbach dont elle est directement voisine. On y trouve sur sa partie ouest une « Table des Directions et Villes », qui situe géographiquement les villes du monde entier, leur direction et les kilomètres à parcourir pour les rejoindre. De cette « Table » est visible un panorama sur Forbach.

## Histoire
Les premières mentions de Emmersweiler remontent au XIVe siècle. 

Le 26 octobre 1770, la France cède Emmersweiler au prince de Sarrebruck en échange de Carling et d'une partie de L'Hôpital. 

De 1798 à 1815 Emmersweiler fut sous domination française, Puis passa sous domination Prusse. 

Absorbé par Grossrosseln en 1974. Et partenariat avec la commune française de Morsbach depuis 1993.

## Galerie

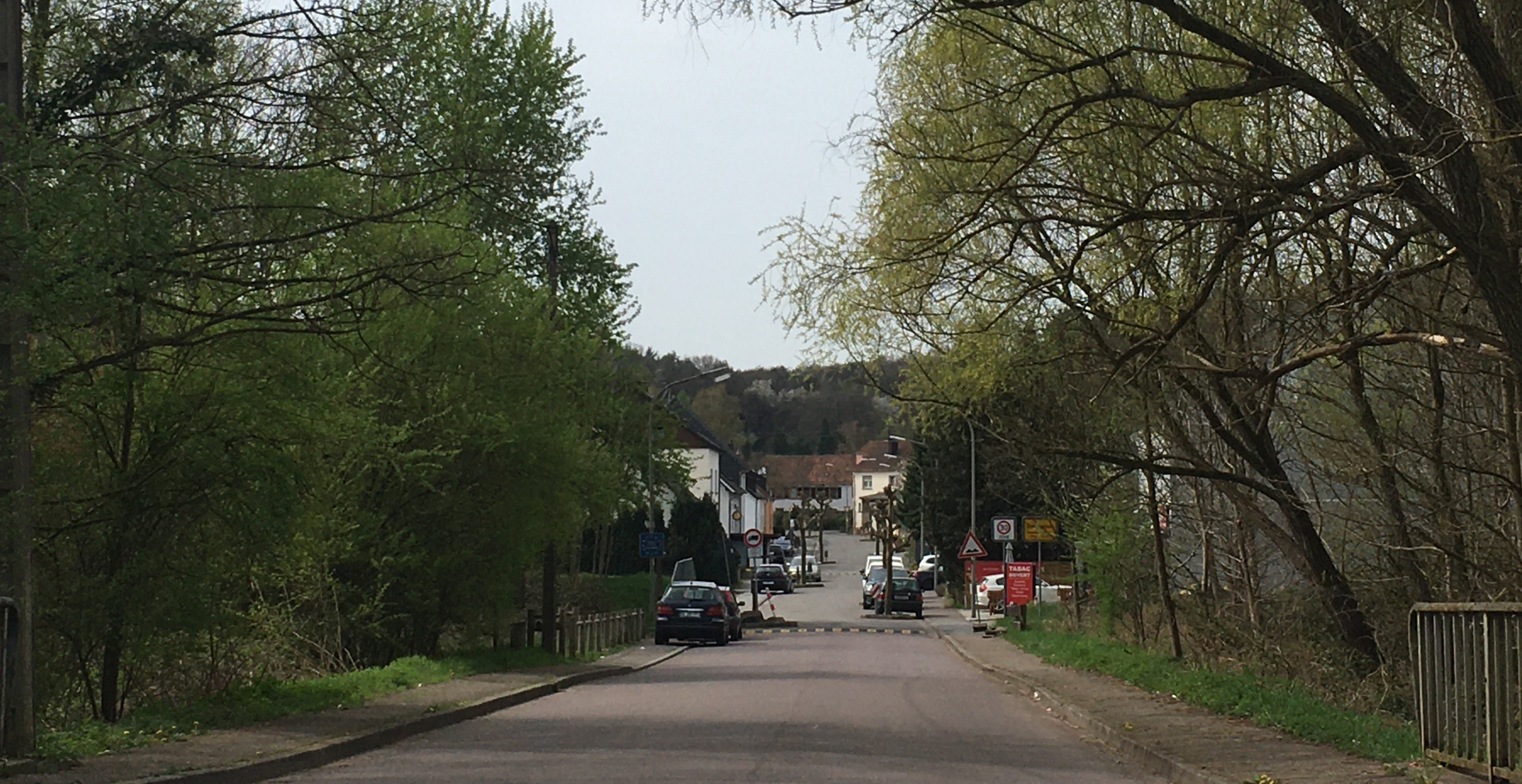
Entrée d'Emmersweiler
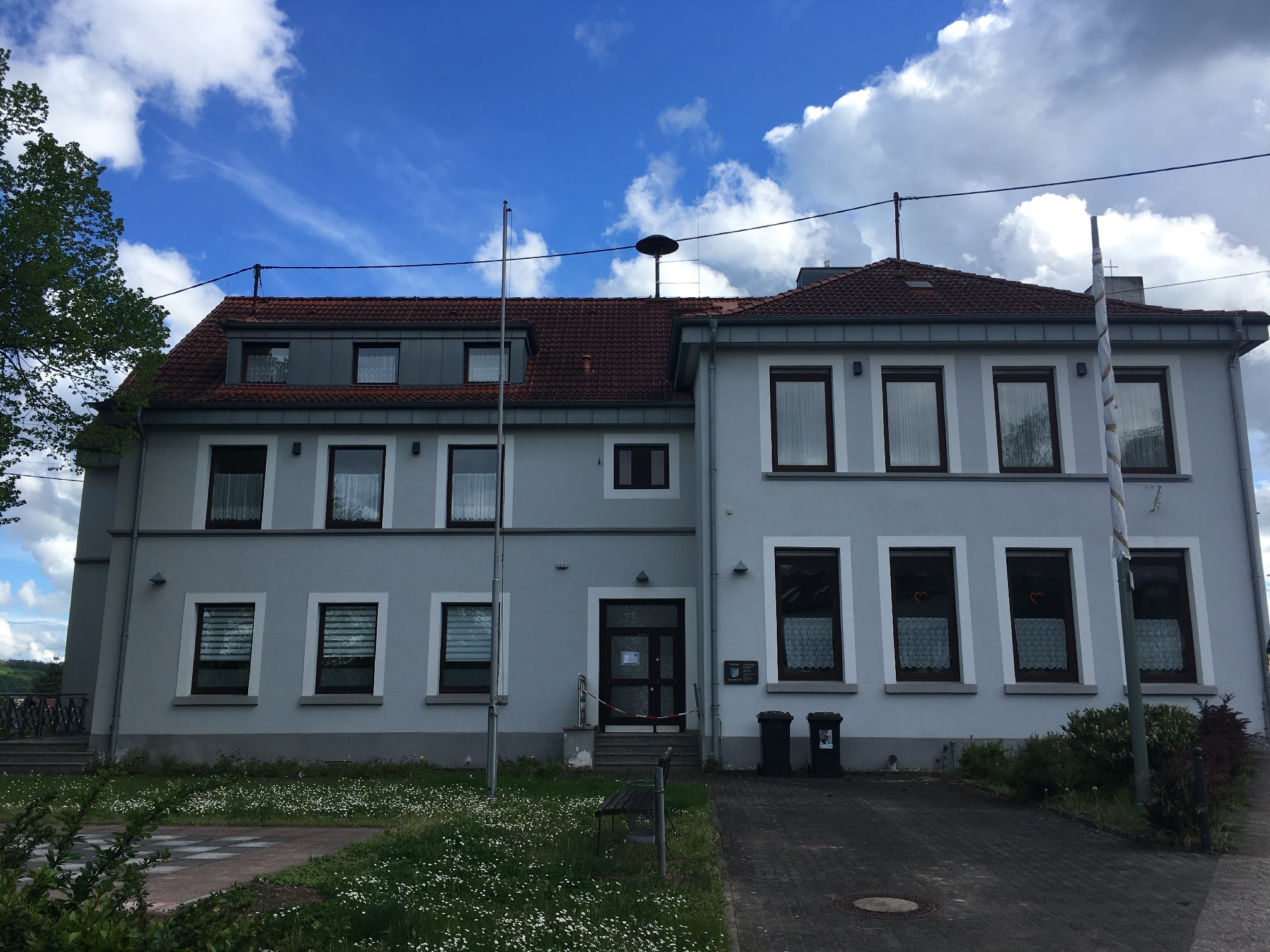
Ancienne école Emmersweiler
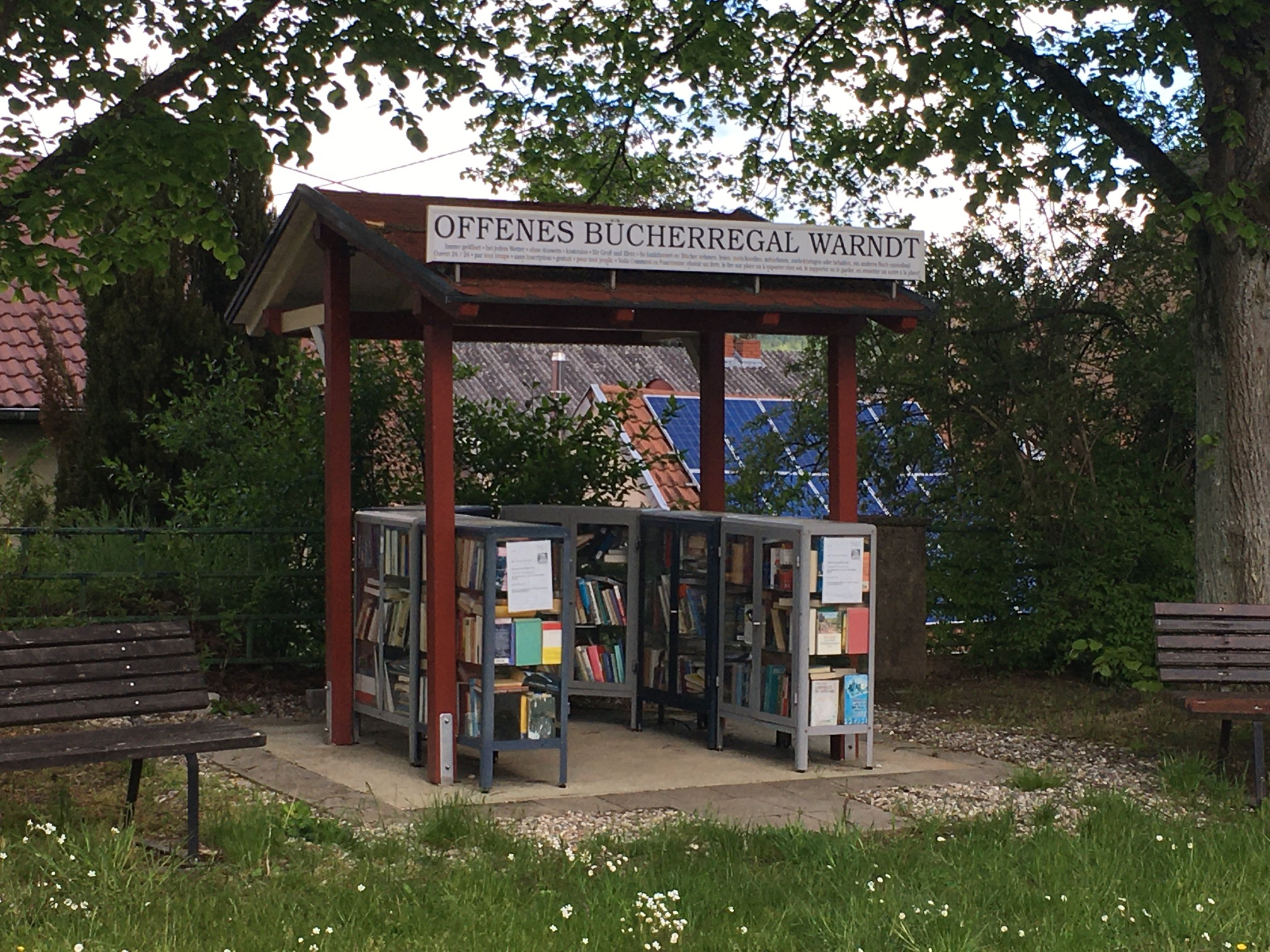
Bibliothèque ouverte Warndt Emmersweiler
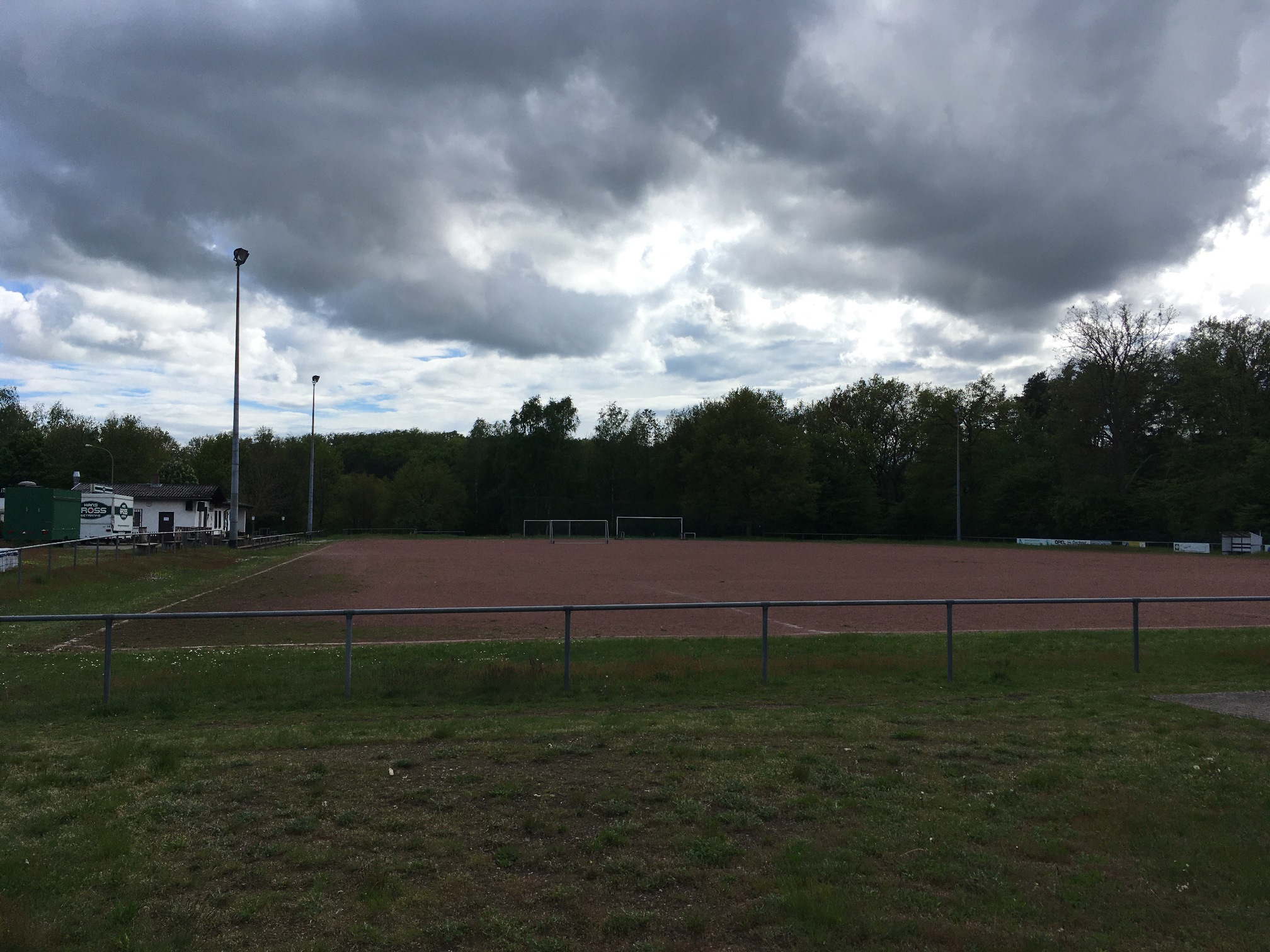
Terrain de sport Emmersweiler
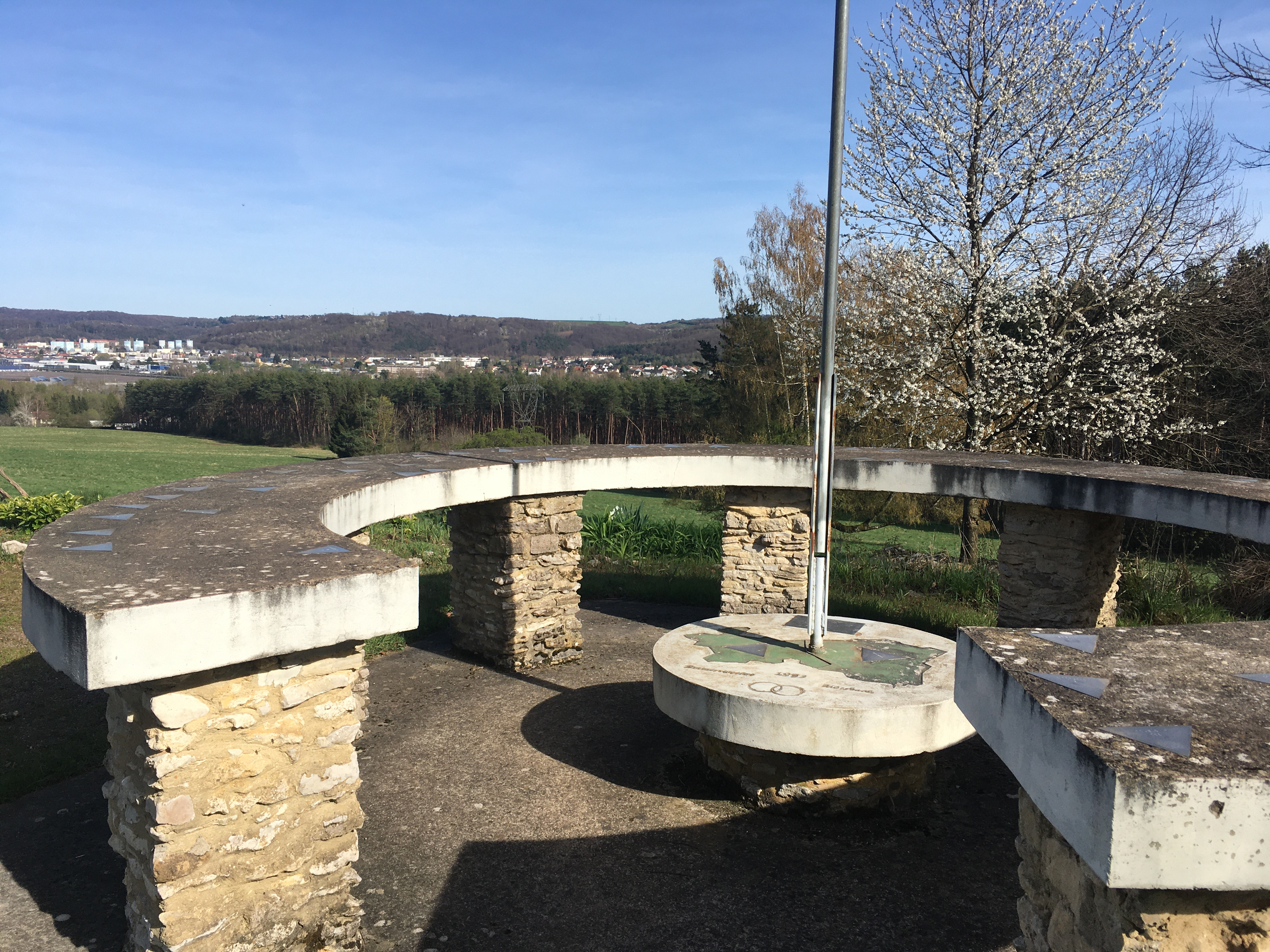
Rondell